# Rial ARC1
O ARC1 é o modelo da Rial da temporada de 1988 da Fórmula 1. 
Condutor: Andrea De Cesaris.

## Resultados[3]
(legenda) 
| Ano  | Chassi | Motor                | Pneus | N° | Pilotos           | 1   | 2   | 3   | 4   | 5   | 6   | 7   | 8   | 9   | 10  | 11  | 12  | 13  | 14  | 15  | 16  | Pontos | Posição |  |
| ---- | ------ | -------------------- | ----- | -- | ----------------- | --- | --- | --- | --- | --- | --- | --- | --- | --- | --- | --- | --- | --- | --- | --- | --- | ------ | ------- |  |
|      |        |                      |       |    |                   |     |     |     |     |     |     |     |     |     |     |     |     |     |     |     |     |        |         |  |
|      |        |                      |       |    |                   | BRA | SMR | MON | MEX | CAN | USE | FRA | GBR | GER | HUN | BEL | ITA | POR | SPA | JAP | AUS |        |         |  |
| 1988 | ARC1   | Ford Cosworth DFZ V8 | G     | 22 | Andrea de Cesaris | Ret | Ret | Ret | Ret | 9†  | 4   | 10  | Ret | 13  | Ret | Ret | Ret | Ret | Ret | Ret | 8†  | 3      | 13º     |  |

† Completou mais de 90% da distância da corrida.